# Верхнеаремзянское сельское поселение
Верхнеаремзянское се́льское поселе́ние — муниципальное образование в Тобольском районе Тюменской области Российской Федерации.
Административный центр — село Верхние Аремзяны.

## История
Статус и границы сельского поселения установлены Законом Тюменской области от 5 ноября 2004 года № 263 «Об установлении границ муниципальных образований Тюменской области и наделении их статусом муниципального района, городского округа и сельского поселения».

## Население
| 2010 | 2011 | 2012 | 2013 | 2014 | 2015 | 2016 |
| ---- | ---- | ---- | ---- | ---- | ---- | ---- |
| 571  | ↘570 | ↘546 | ↘538 | ↘520 | ↘519 | ↘515 |
| 2017 | 2018 | 2019 | 2020 | 2021 |      |      |
| ↘512 | →512 | ↘503 | ↘486 | ↗675 |      |      |

## Состав сельского поселения
| № | Населённый пункт | Тип населённого пункта       | Население |
| - | ---------------- | ---------------------------- | --------- |
| 1 | Верхние Аремзяны | село, административный центр | 275       |
| 2 | Кирюшина         | деревня                      | 3         |
| 3 | Клепалова        | деревня                      | 0         |
| 4 | Октябрьский      | посёлок                      | 72        |
| 5 | Ровдушка         | деревня                      | 3         |
| 6 | Ростошь          | деревня                      | 94        |
| 7 | Чукманка         | деревня                      | 124       |